# Krajná Poľana
Krajná Poľana es un municipio del distrito de Svidník en la región de Prešov, Eslovaquia, con una población estimada a final del año 2024 de 227 habitantes.
Se encuentra ubicado en el centro-norte de la región, cerca del río Ondava (cuenca hidrográfica del río Tisza) y de la frontera con  Polonia.

## Demografía
| Año        | 1994 | 2004     | 2014    | 2024    |
| ---------- | ---- | -------- | ------- | ------- |
| Población  | 245  | 214      | 212     | 227     |
| Diferencia |      | −12,65 % | −0,93 % | +7,07 % |

| Año        | 2023 | 2024 |
| ---------- | ---- | ---- |
| Población  | 227  | 227  |
| Diferencia |      | +0 % |